# Rashawn Slater
Pour les articles homonymes, voir Slater.
(en) Statistiques sur pro-football-reference
Rashawn Slater (né le 26 mars 1999 à Sugar Land au Texas) est un joueur américain de football américain. Il évolue comme offensive tackle avec les Chargers de Los Angeles dans la National Football League (NFL).

## Biographie

### Jeunesse et carrière universitaire
Slater fait ses études secondaires à Clements High School dans sa ville natale de Sugar Land. Classé comme recrue trois étoiles et 14e meilleur offensive guard de la cohorte de 2017, il reçoit des offres de cinq équipes de la NCAA. Ces dernières sont Illinois, Kansas, Wyoming ou Rice. C'est cependant avec les Wildcats de Northwestern qu'il s'engage pour sa carrière universitaire.
Lors de sa première année avec l'équipe, Slater aide le running back de l'équipe, Justin Jackson, a complété une saison de plus de 1 000 yards au sol. À la suite de cette campagne, il est nommé meilleur débutant du pays sur la ligne offensive. Lors la totalité de la campagne 2019, il ne permet qu'une pression et aucun sack. Ceci lui vaut de recevoir le All-Big Ten Honorable Mention. Ses prouesses, qui lui vaut d'être décrit comme l'un des meilleurs joueurs de ligne offensive de l'histoire de Northwestern, lui permet de se hisser au 7e rang des meilleurs espoirs en vue du draft 2021 de la NFL bien qu'il n'ait pas participé à la saison 2020. Ceci le positionne pour être le premier Wildcat à être sélectionné au premier tour de la draft en 16 ans. Le soir de la draft, il est sélectionné au 13e rang par les Chargers de Los Angeles.

### Carrière professionnelle
Slater fait rapidement sa marque avec les Chargers. Il est sur l'alignement partant dès le premier match de la saison en tant que tackle gauche. Après n'avoir accordé que deux sacks dans ses six premières rencontres, il se place également comme l'un des meilleurs débutants offensifs de la ligue derrière Ja'Marr Chase des Bengals de Cincinnati. Sa première campagne se conclut avec une nomination comme titulaire au Pro Bowl 2022. Seulement quatre débutants y sont sélectionnés : Slater, Chase, Kyle Pitts et Micah Parsons.

## Vie personnelle
Slater est le fils du joueur de basket-ball Reggie Slater. Son grand frère, RJ, a joué avec les Falcons d'Air Force de 2014 à 2017.